# 魔界都市ブルース
『魔界都市ブルース』（まかいとしブルース）は、菊地秀行の小説（祥伝社刊）。マン・サーチャー・シリーズとも。短編と長編が出版されており、短編はタイトルの初めに「魔界都市ブルース」と付く。
当初あまり知られていなかったが、同人作家時代の高河ゆんがこの作品のパロディ本「魔王伝」を出したことをきっかけにブームになり、続いて同人誌が書かれることでファン層が拡大していった。
本作は、魔界都市〈新宿〉を舞台に、美貌の人捜し屋、秋せつらが活躍する物語である。

## あらすじ
新都心・新宿はかつて大都市として栄えていたが、謎の大地震・魔震によって妖獣が棲み、異能の犯罪者集団や暴力団の巣食う〈魔界都市〉へと変貌した。そこで、老舗煎餅屋『秋せんべい店』を営む美青年・秋せつらは、本業の傍ら、人捜し屋も経営していた。せつらの指先から妖糸が繰り出される時、彼は悪を断つ"非情の魔人"に変身する。

### 短編
霧幻の章
新宿に霧が立ち込めたある日、せつらはAI開発者の神台の捜索を依頼される。翌日、神台の会社の関係者が、持ち出された機密情報を追って、せつらに同じ依頼をしようとする。

### 長編
双貌鬼
せつらは死にかけの暴力団員からある女性の捜索を依頼される。米軍の実験によって多重人格者となったその女を探す中で、せつらは何者かから執拗な襲撃を受ける。
美女祭綺譚
梶原の思い付きにより、新宿で美女コンテストの開催が決定した。
審査員であるせつらとメフィストのキスが優勝賞品だと知らされるや否や、応募が殺到する。そんな中、せつらはある男性からタレント志望の姉むつみの捜索を依頼される。彼女の失踪には、暴力団が運営する芸能事務所がかかわっている疑いがあった。さらに、医師の末次が「生まれ変わらせ屋」としてコンテストの参加者に近づいていることが判明する。
ゴルゴダ騎兵団
何者かの手によって、区の特別倉庫に保管されていたロンギヌスの槍が盗まれる。梶原はロンギヌスの槍に有効な「無名兵士の槍」探しに奔走する。
一方、せつらはバチカンの使者・ラジアから依頼を受ける。
〈魔界〉選挙戦
新宿区長選に外谷が立候補し、推薦人としてメフィストとせつらの名前を挙げた。無断で名前を使われたせつらは抗議するも、外谷は気にする様子を見せない。
いらだつせつらの前に、公安部が現区長である梶原の手紙を手に近づく。
闇鬼刃
切り裂きジャックが現代によみがえり、新宿にある世紀末倫敦通りで女子大生を次々と殺害した。通りを破壊しようという議論が起きる中、通りの持ち主である林童財閥の総帥あやめは、せつらに仕事を依頼する。
同じころ、ジャックがおとり捜査にかかり、心臓を置いて消え、ドクター・メフィストの医院にその心臓が届けられる。

## 設定
以下では作品独自の設定を解説する。
魔震（デビル・クェイク）
198X年、東京都新宿区を襲った直下型地震。新宿区だけを壊滅させ、区の境界に深い亀裂を作る。
魔界都市〈新宿〉
魔震によって壊滅した東京都新宿区が復興した後の呼び名。数々の怪奇現象と魔術、最新の科学技術が混在する。深い亀裂によって他の地域とは隔離されており、ゲートと呼ばれる橋が往来の手段となる。外部から訪れる観光客は、帰りのゲートで禁制品（武器や薬品、呪いの品など）を持ち出していないか厳重にチェックされ、発見されると直ちに没収される。

## 登場人物
秋せつら
本作の主人公。西新宿の老舗煎餅屋「秋せんべい店」の三代目として店を切り盛りする一方で、副業に人捜し業「秋ディスカバー・マン（DSM)センター」を営んでいる。季節と天候にかかわらず常に黒いコートを着用しており（ただし初期作品は例外）、「黒い美影身」と表現される。せんべいの評価は人によってさまざま（メフィストいわく「近頃焼きが甘くなっている」）だが、「美青年店主」を売りにしている事もあり、年商は約3,000万円。人捜しの腕前に関しては新宿一と誰もが認める。ただし本人は（少なくとも「僕」の方は）せんべい屋の経営に専念して人捜しを廃業したいと思う事もあるらしい。
武器は細さ1ナノメートル（ある強敵への対策で更に細く削った事もある）のチタン合金製の糸。通称：妖糸。妖糸は人や物をやすやすと切断し、拘束し、（単に動作だけでなく身体機能をも）操る事が可能で、周囲の状況を感知するなど、その使用法は多岐に渡る。絶大な戦闘力を有し、メフィストと並んで「新宿で最も敵に回してはいけない人物」として知られる。
茫洋とした雰囲気を持つ「僕」の人格と、冷酷な「私」の二つの人格を持つ。また、第三の人格は最強最悪とされ、メフィストすら敵対することを拒んだ。
「私」は非道な敵や強大な敵を前に現れる事が多く、その戦闘力は「僕」をも上回る。基本的に、「僕」ならば見逃したであろう相手であっても、外道であれば極限の苦痛を与えた上で惨殺するが、罪無き者への慈悲は全く失っていない。
メフィストとの関係は微妙なものであり、メフィスト病院では、基本的に院長のメフィスト自らがせつらへの応対を行うなど厚遇されている一方、間接的に敵対する事もある。また、彼の「趣味」には辟易している様子。「私」によれば「私を気に入っているところ」が気に入らない、との事。
彼の出生と一族の秘密の一端は「魔王伝」で明かされている。魔界都市ノワールシリーズの秋ふゆはるはいとこ（従兄）。
メフィスト
「魔界医師」と呼ばれる医者で、「白い医師」と描写される。
『魔界都市〈新宿〉』『魔宮バビロン』に登場する時とは違い、常に白いケープを着用。死者をも蘇らせると“言われる”高度な医療技術の持ち主（実際は「黄泉返しの術」を習得していない為、死者の蘇生は不可能であり、本人もそれは認めている。「魔王伝」では死体をつなぎ合わせて人造人間を製作しているが、これは全く別の事であるらしい）。医学だけでなく自然科学、歴史、宗教、魔術や呪術などあらゆる知識に精通しているが、これらはあくまで医療手段のひとつとしての扱い。師はドクトル・ファウスト。戦闘力では新宿最強のうちの一人。よく知られる技は、細い針金を指で加工して用いる「ドクター・メフィストの針金細工」。刃物として用いる・針金細工の獣を使役するなどバリエーションは多彩である。せつらから修得した妖糸の技を使うこともある。が、これらの技を決定打とすることはまれであり、最終的には敵を打ち滅ぼす物品や薬品を「作り出す」タイプの、本質的に技術者である。
数え切れないほどの“奇跡”を起こしてきた実績の為、新宿における最大のVIPであり、彼の命を狙う事や、彼の医療行為を妨害する事、彼の患者に害を為す事は新宿最大のタブーとされる。また、命を狙われている者が安全確保の為に入院しに来ることもあるが、治療の必要性がない場合は認めない。その一方でせつらの口添えがある場合は健診などとして受けることもある。断固たるプロフェッショナリズムの持ち主で、自分の身や知識、所有物や病院、退院した「一般人」、果ては魔界都市〈新宿〉そのものにいかなる害があろうとも、自身が認めた患者とその治療を優先する主義を持つ。
男色家で、せつらの「私」の人格に迫っては袖にされる一方、「魔王伝」などで「僕」には興味がないと言い切っている。また、せつら以外の者が全身黒づくめの衣装を着ると「新宿で黒の着用を許されるのはただ一人」と嫌悪を露にする。作品によってはせつら以外の男性にもアプローチを掛ける事もある。一方で、女性嫌いを標榜しており、「神の最大の失敗は女を作った事」「女がいるせいで人間は神の座に王手を掛けられない」とまで言い切っている。しかし過去には吸血鬼の女性を愛した経験もあり、病院には女性の看護師も多数いるので、せつらなどには時折その本心を（若干冗談めいた調子で）疑われている。
メフィストが主役の「魔界医師シリーズ」が、角川書店、講談社、祥伝社などから出版されている。
外谷良子
〈新宿〉一のネットワークを持つ「ぶうぶうパラダイス」を経営する情報屋。50貫（200キロ）とかなりのデブで、せつらの隠れ家にある普通のトイレに詰まって出られなくなったことがある。比較的シリアスな本作品にあって、コミカルな場面を多く見せる存在。ぶうぶうパラダイスの他に副業として「んぺと」を初めとする飲食業等の店を経営している。「デートは一年先までスケジュールで一杯」と豪語するが、それは冗談ではなく事実。かつての作者の担当編集者がモデル。
ガレーン・ヌーレンブルグ
高田馬場の魔法街に住むチェコ随一（世界随一）の魔法使い。高田馬場魔法街の指導者的存在で、戸山吸血鬼住宅の「長老」と同様、〈新宿〉に溶け込む事に重きを置いていた。初期の主要キャラクターとして度々登場するが、長編「夜叉姫伝」でせつらを庇って殺害される。
トンブ・ヌーレンブルグ
ガレーンの妹である魔法使いで、姉を頼って新宿へ訪れた。自称「チェコ随二（世界随二）の魔法使い」。姉が亡くなった後は魔法街にそのまま住み着く。
強欲で金に意地汚いが、根本では姉よりも人間らしく、せつらやメフィストを「人として」助けたこともある。人形娘には日頃からその素行を口やかましく言われているが、人形娘が壊れた際には、いなくなると面倒が多いとぼやきながらも修理をした。同じくデブの外谷との初邂逅では、お互いなにやら譲れぬ一線があった。
人形娘
ガレーン・ヌーレンブルグが作り上げたオートマトン（自動人形）。製作者に似てやや潔癖のきらいがある。主人であるガレーンが斃れた後は、トンブを補佐する。せつらを慕っており、彼の第三の人格を止める契機になった。「ラビリンス・ドール―魔界都市迷宮録」（祥伝社）では主役を務める。
大鴉
ガレーン・ヌーレンブルグによって作り上げられたエーテル体のカラス。人語を解し、常に人形娘と行動を共にする。曽祖父は有名でとある作家の下を訪れた事があるらしい。
屍刑四郎
凍らせ屋（スパイン・チラー）の異名を持つ新宿署の刑事。ドレッドヘア、刀の鍔の眼帯、花柄のコートという風体をしている。スターム・ルガー スーパー・レッドホークを二周り巨大化させたような拳銃「ドラム」と古武術「ジルガ」を操る。犯罪者に対しては微塵も容赦せず、自分の仕事を「逮捕」ではなく「退治」と言い切っており、新宿中の犯罪者から恐れられている。犯罪者を射殺した人数は新宿署トップで、ヤクザと取引をした上司を射殺した事例が複数ある。新宿において、せつらとメフィストに次ぐ実力の持ち主。
人形娘に対しては優しくなる。彼が主役の「凍らせ屋」シリーズがある。
夜香
戸山吸血鬼住宅の「長老」の孫である、中国系の吸血鬼。年少時から倫敦に留学していた経験を持つ。背中に蝙蝠の翼を持ち空を飛ぶ事ができるほか、人のそれとは違う「気」（鬼気）を打ち込んでダメージを与える「魔気功」の技を操る。「夜叉姫伝」において祖父でもある長老が斃れた後は、吸血鬼街の首領「長老」の役目を継いだ。
「凍らせ屋」シリーズでは屍とペアを組むことが多く、新宿署の署長からは「新宿で二番目の最凶コンビ」と呼ばれている。
梶原区長
魔界都市〈新宿〉の区長。普段はデリヘルで女の子に甘くするなど頼りないが、新宿の危機となると一転強かな「区長」になる。
新宿を維持する執念には強いものがあり、裏で汚い取引をする汚れ役も厭わない。

## シリーズ
（）内は文庫版。挿絵イラストは末弥純。
短編 マンサーチャー・シリーズ
- 魔界都市ブルース1 妖花の章 ISBN 4-396-20206-7 1986年4月（ISBN 4-396-32362-X 1994年2月）

復刻版 ISBN 4-798-84006-8 2022年2月
- 魔界都市ブルース2 哀歌の章 ISBN 4-396-20280-6 1989年1月（ISBN 4-396-32369-7 1994年4月）
- 魔界都市ブルース3 陰花の章 ISBN 4-396-20396-9 1992年7月（ISBN 4-396-32693-9 1999年7月）
- 魔界都市ブルース4 蛍火の章 ISBN 4-396-20418-3 1993年2月（ISBN 4-396-32878-8 2001年9月）
- 魔界都市ブルース5 幽姫の章 ISBN 4-396-20560-0 1996年7月（ISBN 4-396-33026-X 2002年2月）
- 魔界都市ブルース6 童夢の章 ISBN 4-396-20648-8 1998年12月（ISBN 4-396-33180-0 2004年9月）
- 魔界都市ブルース7 妖月の章 ISBN 4-396-20665-8 1999年7月（ISBN 4-396-33428-1 2008年6月）
- 魔界都市ブルース8 孤影の章 ISBN 4-396-20722-0 2001年9月（ISBN 4-396-33581-4 2010年6月）
- 魔界都市ブルース9 愁鬼の章 ISBN 4-396-20778-6 2004年5月（ISBN 4-396-33692-6 2011年7月）
- 魔界都市ブルース10 幻舞の章 ISBN 978-4-396-20829-5 2007年2月（ISBN 4-396-33773-6 2012年7月）
- 魔界都市ブルース11 恋獄の章 ISBN 978-4-396-20879-0 2010年9月（ISBN 4-396-33860-0 2013年7月）
- 魔界都市ブルース12 愁哭の章 ISBN 978-4-396-20895-0 2012年2月（ISBN 4-396-34048-6 2014年7月）
- 魔界都市ブルース13 鬼郷の章 ISBN 978-4-396-21017-5 2014年8月
- 魔界都市ブルース14 霧幻の章 ISBN 978-4-396-21032-8 2017年2月
- 魔界都市ブルース 愁歌の章 ISBN 978-4-396-21040-3 2018年6月
- 魔界都市ブルース 影身の章 ISBN 978-4-396-21050-2 2020年5月
- 魔界都市ブルース 錦愁の章 ISBN 978-4-396-21057-1 2022年6月

※「10 幻舞の章(新書)」の挿絵イラストは小畑健。
長編
- 魔王伝1　ISBN 4-396-20212-1 1986年7月（「1 双鬼編」 ISBN 4-396-32494-4 1996年4月）
- 魔王伝2　ISBN 4-396-20221-0 1986年10月（「2 外道編」　ISBN 4-396-32502-9 1996年6月）
- 魔王伝3　ISBN 4-396-20232-6 1987年3月（「3 魔性編」　ISBN 4-396-32518-5 1996年9月）
- 双貌鬼　ISBN 4-396-20254-7 1988年1月（ISBN 4-396-32492-8 1996年2月）
- 夜叉姫伝1　ISBN 4-396-20294-6 1989年7月
- 夜叉姫伝2　ISBN 4-396-20303-9 1989年10月（1と2を併合した「1 吸血麗華団の章」 ISBN 4-396-32569-X 1997年6月）
- 夜叉姫伝3　ISBN 4-396-20312-8 1990年1月
- 夜叉姫伝4　ISBN 4-396-20324-1 1990年7月（3と4を併合した「2 朱い牙の章」 ISBN 4-396-32577-0 1997年7月）
- 夜叉姫伝5　ISBN 4-396-20341-1 1990年11月
- 夜叉姫伝6　ISBN 4-396-20351-9 1991年4月（5と6を併合した「3 魔都凶変の章」 ISBN 4-396-32585-1 1997年9月）
- 夜叉姫伝7　ISBN 4-396-20360-8 1991年7月
- 夜叉姫伝8 完結編　ISBN 4-396-20381-0 1992年1月（7と8を併合した「4 美影去来の章」 ISBN 4-396-32595-9 1997年10月）
- 鬼去来1　ISBN 4-396-20408-6 1992年11月（「上 邪鬼来訪の章」 ISBN 4-396-32702-1 1999年9月）
- 鬼去来2　ISBN 4-396-20431-0 1993年5月（「中 邪鬼狂乱の章」 ISBN 4-396-32703-X 1999年9月）
- 鬼去来3　ISBN 4-396-20449-3 1993年11月（「下 邪鬼怪戦の章」 ISBN 4-396-32715-3 1999年10月）
- 死人機士団　ISBN 4-396-20474-4 1994年7月
- 死人機士団2　ISBN 4-396-20481-7 1994年9月（1と2を併合 ISBN 4-396-33259-9 2005年12月）
- 死人機士団3　ISBN 4-396-20491-4 1994年12月
- 死人機士団4　ISBN 4-396-20520-1 1995年7月（3と4を併合 ISBN 4-396-33260-2 2005年12月）
- 緋の天使　ISBN 4-396-20537-6 1995年12月（ ISBN 4-396-32740-4 2000年2月）
- ブルー・マスク　ISBN 4-396-20580-5 1997年1月（ ISBN 4-396-33063-4 2002年9月）
- 〈魔震〉戦線　ISBN 4-396-20593-7 1997年6月
- ブルー・マスク 完結編　ISBN 4-396-20596-1 1997年7月（ ISBN 4-396-33073-1 2002年12月）
- 〈魔震〉戦線 完結編　ISBN 4-396-20622-4 1998年5月（新書版を併合 ISBN 4-396-33124-X 2003年9月）
- シャドー "X"　ISBN 4-396-20651-8 1999年1月
- 魔剣街　ISBN 4-396-20680-1 2000年2月
- 紅秘宝団　ISBN 4-396-20688-7 2000年7月
- 紅秘宝団 完結編　ISBN 4-396-20707-7 2000年12月
- 青春鬼　ISBN 4-396-20738-7 2002年6月（ ISBN 4-396-34134-2 2015年7月）
- 青春鬼 魔人同盟　ISBN 4-396-20751-4 2002年10月
- 青春鬼 魔人同盟 完結編　ISBN 4-396-20759-X 2003年3月
- 闇の恋歌　ISBN 4-396-20770-0 2003年12月
- 青春鬼 夏の羅刹　ISBN 4-396-20786-7 2004年10月
- 妖婚宮　ISBN 4-396-20849-9 2008年5月　※挿絵イラストは小畑健。
- 〈魔法街〉戦譜　ISBN 4-396-20873-1 2010年2月
- 狂絵師サガン　ISBN 978-4-396-21001-4 2012年9月
- 美女祭綺譚　ISBN 978-4-396-21013-7 2014年3月
- 虚影神　ISBN 978-4-396-21019-9 2014年12月
- 屍皇帝　ISBN 978-4-396-21027-4 2015年10月
- 〈魔界〉選挙戦　ISBN 978-4-396-21028-1 2016年4月
- 〈新宿〉怪造記　ISBN 978-4-396-21030-4 2016年9月
- ゴルゴダ騎兵団　ISBN 978-4-396-21033-5 2017年5月
- 黒魔孔　ISBN 978-4396210380 2017年12月
- 餓獣の牙　ISBN 978-4-396-21039-7 2018年5月
- 傭兵戦線　ISBN 978-4-396-21042-7 2018年10月
- 幻視人　ISBN 978-4-396-21045-8 2018年12月
- 紅の女王　ISBN 978-4-396-21046-5 2019年8月
- 闇鬼刃　ISBN 978-4-396-21049-6 2020年2月
- 天使たちの紅い影 ISBN 978-4-396-21051-9 2020年9月
- 傀儡人の宴 ISBN 978-4-396-21055-7 2021年12月
- 木乃伊綺譚 ISBN 978-4-396-21058-8 2023年1月
- 媚獣記 ISBN 978-4-396-21060-1 2023年7月
- カニバル狂団 女帝 ISBN 978-4-396-21061-8 2024年10月

## 影響を与えた作品など
秋せつらの妖糸は、山田風太郎の忍法帖シリーズに登場する技『風閂』をパワーアップさせたものであるが、本作以後各種漫画やライトノベルなどで、この作品の影響を受けたとおぼしい鋼糸つかいなどが登場した。
- 小説『ラグナロク』では1巻に鋼糸つかいが登場。著者の安井健太郎は、菊地秀行の代表作の一つである『魔界行』を読んで、アクションものを書くことを志したという逸話がある。
- 『ザ・サード』では、常に黒尽くめの異性嫌いの美形キャラが登場する。著者の星野亮は菊地秀行のファンを公言しており、『月刊ドラゴンマガジン』のインタビューで影響を受けた作品に『魔界都市ブルース』を挙げている。ただし、このキャラの性別はせつらやメフィストと違って女性。
- 『スレイヤーズ!』あとがきの名物キャラ「L様」は、原型となった未発表の作品では「某魔界医師みたいに」人間のふりをして作中に登場していた、という。
- 『HELLSING』に登場するウォルター・C（クム）・ドルネーズ 。極細の鋼線を使った切断技だけでなく、操り人形のように操作する技、糸を張り巡らして相手の接近や銃弾を防ぐ技等、せつらに酷似している。著者の平野耕太は、インタビューでたびたび菊地秀行に触れており、OVA版のオーディオコメンタリーでウォルターの元ネタを尋ねられた際には、「せつらですよ」と答えている。
- 同作者の別シリーズ作品である「妖魔シリーズ」の内の一作『妖魔陣』には、妖糸使いの青年・秋剛馬が登場し、主人公に敗北している。このキャラクターには姓や使用している糸の性能などに秋せつらとの共通点も見られるが、両シリーズ同士に世界観の繋がりは見られない。なお、『妖魔陣』の発表は1985年と、『魔界都市ブルース』第1作発表と同時期である。